# Kuressaare (hrad)
Hrad Kuressaare (estonsky Kuressaare linnus, německy Schloss Arensburg) je středověký hrad ve městě Kuressaare na ostrově Saaremaa, v západním Estonsku. Je pozdně gotický. Jde o jedno z nejlépe zachovaných středověkých opevnění v Estonsku. V současnosti slouží jako muzeum ostrova Saaremaa.

## Dějiny
Nejstarší písemná zmínka o hradu pochází z osmdesátých let 14. století. Vystavěl ho Řád německých rytířů pro biskupy z Ösel-Wiecku. Vzhledem k tomu, že obyvatelé ostrova kladli tuhý odpor zahraničním snahám o jejich pokřesťanštění, byl hrad nepochybně postaven jako součást širšího úsilí křižáků získat kontrolu nad ostrovem. Zůstala jedním z nejdůležitějších hradů Livonska až do zániku německého biskupství po livonské války. V roce 1559 se kontroly nad Saaremaa a hradem Kuressaare zmocnilo Dánsko-Norsko. Po míru z Brömsebro, který ukončil válku mezi Švédy a Dány v letech 1643–1645, přešla Saaremaa do švédských rukou. Po severní válce se Saaremaa i hrad staly součástí Ruské říše. Jak se hranice Ruské říše postupně tlačily dále na západ, Kuressaare ztrácelo svou strategickou hodnotu. Zejména po finské válce a třetím dělení Polska jeho význam upadl. V roce 1836, po výstavbě pevnosti Bomarsund na Ålandech, se ruská posádka z Kuressaare definitivně stáhla. Ve druhé polovině 19. století byl zámek využíván jako chudobinec. V letech 1904–12 byl zámek restaurován architekty Karlem Rudolfem Hermannem Seuberlichem a Wilhelmem Neumannem. V roce 1941 byl zabrán sovětskými okupačními vojsky, které na zámeckém nádvoří popravila devadesát civilistů. Sověty brzy vystřídali němečtí nacisté, kteří v areálu hradu zabili přes 300 lidí. Druhá velká rekonstrukce proběhla v roce 1968, tentokrát pod vedením architekta Kalvi Aluveho.

## Architektura
Takzvaná obranná věž v severním rohu dosahuje výšky 37 metrů. V osmdesátých letech 20. století byla obnovena obranná galerie s cimbuřím vedoucím podél horní části budovy. Sklepení hradu je vybaveno důmyslným hypokaustovým vytápěním. Nádvoří obklopuje ambit, který spojuje všechny hlavní budovy. Pozoruhodné mezi nimi jsou refektář, kolej, kaple a biskupské obytné prostory. V nich je možno spatřit jedenáct barokních vyřezávaných epitafů šlechticů ze Saaremy. Na konci 14. a začátku 15. století byla kolem hradu postavena zeď, dlouhá 625 metrů. Díky vylepšením střelných zbraní byly mezi 16. a 17. stoletím přidány další obranné prvky. Erik Dahlbergh vyprojektoval za tím účelem vaubanovské opevnění s bastiony a raveliny, které jsou stále z velké části nedotčené. Když ruská posádka opouštěla pevnost v roce 1711, záměrně vyhodila do povětří velkou část opevnění, ale později bylo zase obnoveno. V roce 1861 začala přeměna bastionů na park.